# Salémata
Salemata (ou Salémata) est une localité et une commune du sud-est du Sénégal, située à proximité du Parc national du Niokolo-Koba et des chutes de Dindefello.
Le département est limité au nord et à l'ouest par le Parc national du Niokolo-Koba, à l'est par le département de Kédougou et au Sud par la République de Guinée.

## Histoire

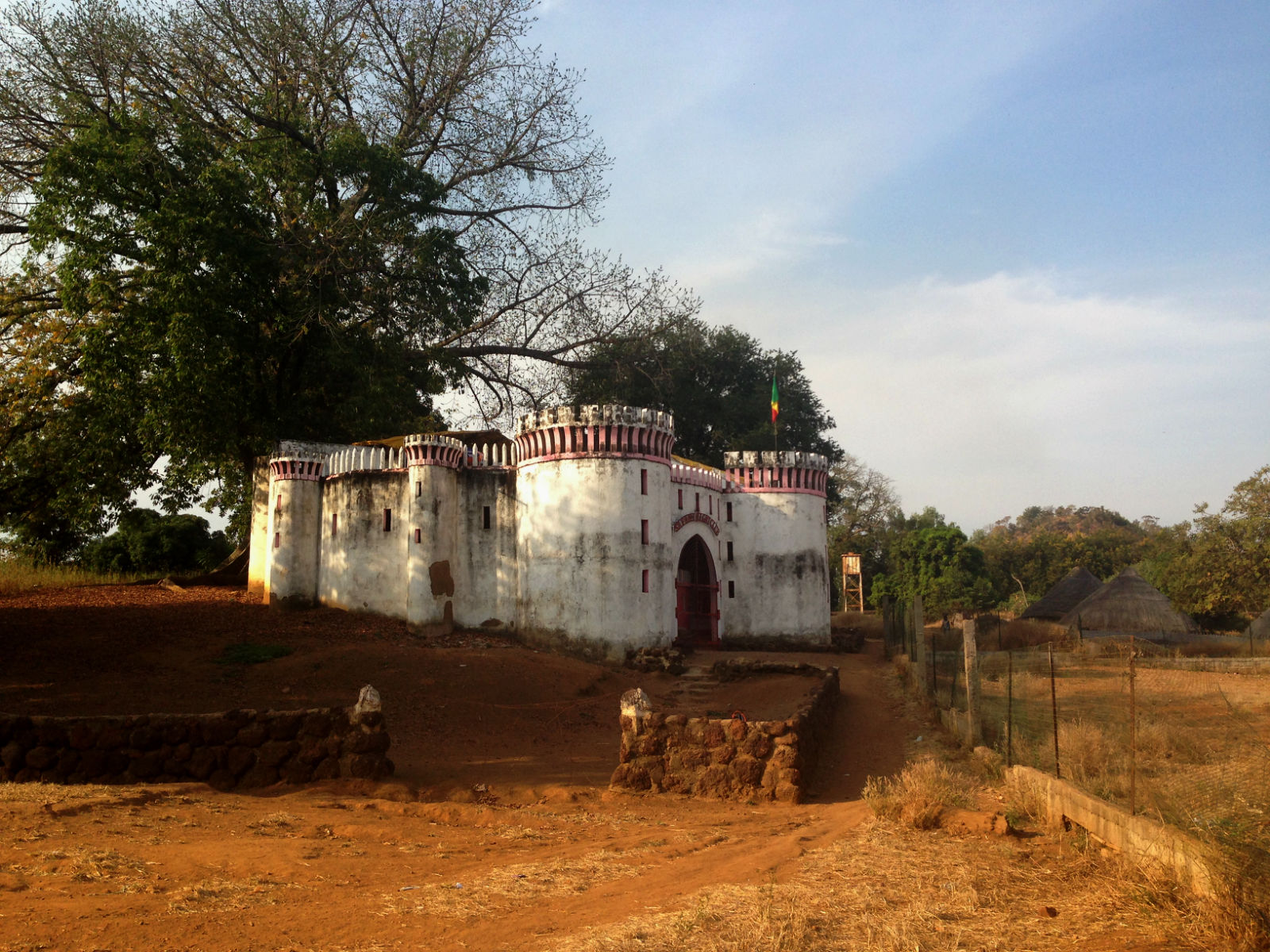
Petit château néogothique.

## Administration
Depuis 2008, Salemata est le chef-lieu du département de Salemata, nouvellement créé dans la région de Kédougou.
En parallèle, la localité a été érigée en commune.

## Géographie
À vol d'oiseau, les localités les plus proches sont Gaegui, Edinn Banfarato, Kekreti, Dar Salam, Mbass, Nangare Peul et Guemou.

### Population
La population de la commune est de 5 596 habitants. Cette population est composée majoritairement de peulhs suivie par les bassaris.
Salemata est plus connu sous le nom du Pays Bassari

### Économie

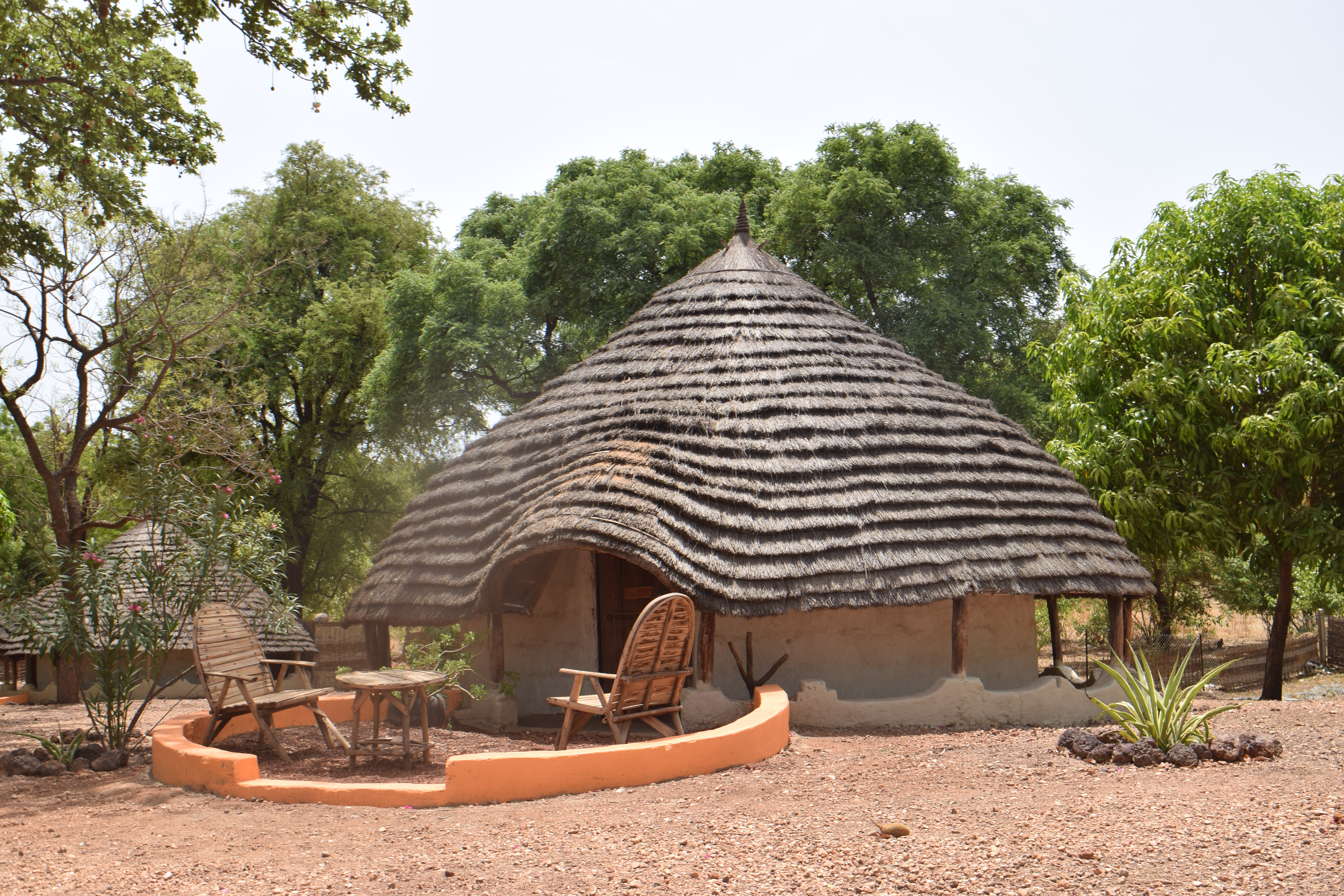
Campement touristique.

Comme partout au Sénégal, l'agriculture est l'activité économique dominante. elle est pratiquée en parallèle avec l'élevage de bovins. Les femmes de la localité se sont organisées en GIE dans la culture maraîchère mais aussi dans la production du beurre de karité. Toutefois ces activités sont freinées par le manque d'eau et l'absence d'infrastructures.